# آلدو ولونو
آلدو ولونو (انگلیسی: Aldo Vollono; ۳ اوت ۱۹۰۶ – ۵ ژوئن ۱۹۴۶) بازیکن فوتبال اهل پادشاهی ایتالیا بود.
از باشگاه‌هایی که در آن بازی کرده‌است می‌توان به باشگاه فوتبال یوونتوس، باشگاه فوتبال تریستیانا، و باشگاه فوتبال باری اشاره کرد.